# 이야기 시리즈 세컨드 시즌
〈이야기〉 시리즈 세컨드 시즌(일본어: 〈物語〉シリーズ セカンドシーズン <모노가타리> 시리즈 세칸도 시즌[*])은 일본의 소설가 니시오 이신의 라이트 노벨 시리즈이다. 《이야기 시리즈》의 두 번째 시즌이며, 고양이 이야기 (백), 카부키모노가타리, 하나모노가타리, 오토리모노가타리, 오니모노가타리, 코이모노가타리 등 6 작품으로 구성되어 있다.

## 애니메이션
2013년 7월부터 12월까지 Tokyo MX, TV 아사히, 마이니치 방송, BS11에서 방영되었다. 2014년 8월 16일에 꽃 이야기 애니메이션화로 5화까지 방영되었다.

### 제작진
- 총감독: 신보 아키유키
- 감독(시리즈 디렉터): 이타무라 토모유키 (샤프트 작품 그림 콘티, 연출 담당)
- 시리즈 구성: 타츠와 나오유키(괴짜 이야기), 야츠세 유우키(귀신 이야기)
- 캐릭터 디자인: 와타나베 아키오
- 음악: 코우사키 사토루